# Hyles annei
Hyles annei är en fjärilsart som beskrevs av Guérin-meneville 1839. Hyles annei ingår i släktet Hyles och familjen svärmare. Inga underarter finns listade i Catalogue of Life.

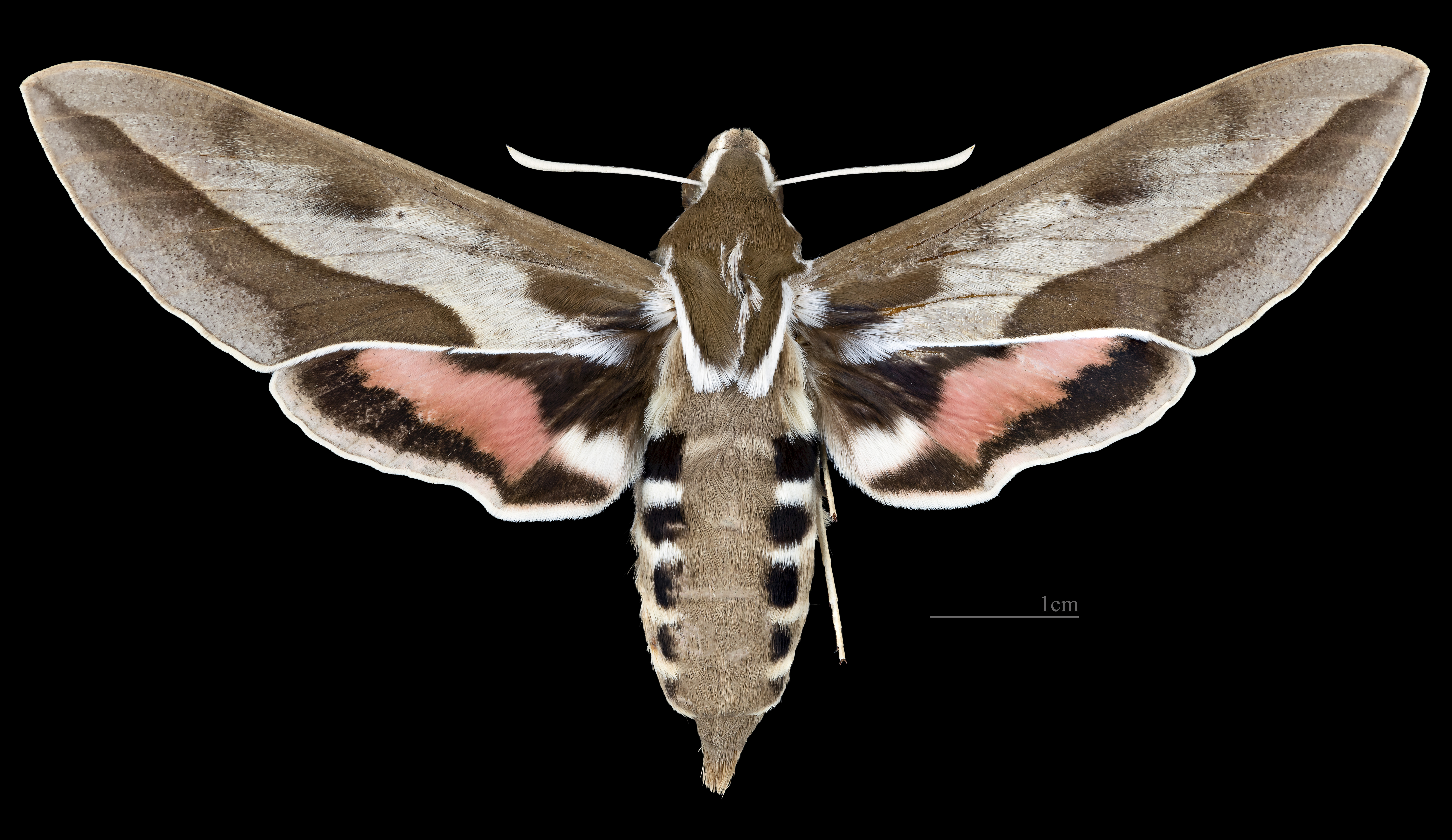
Hyles annei  ♀
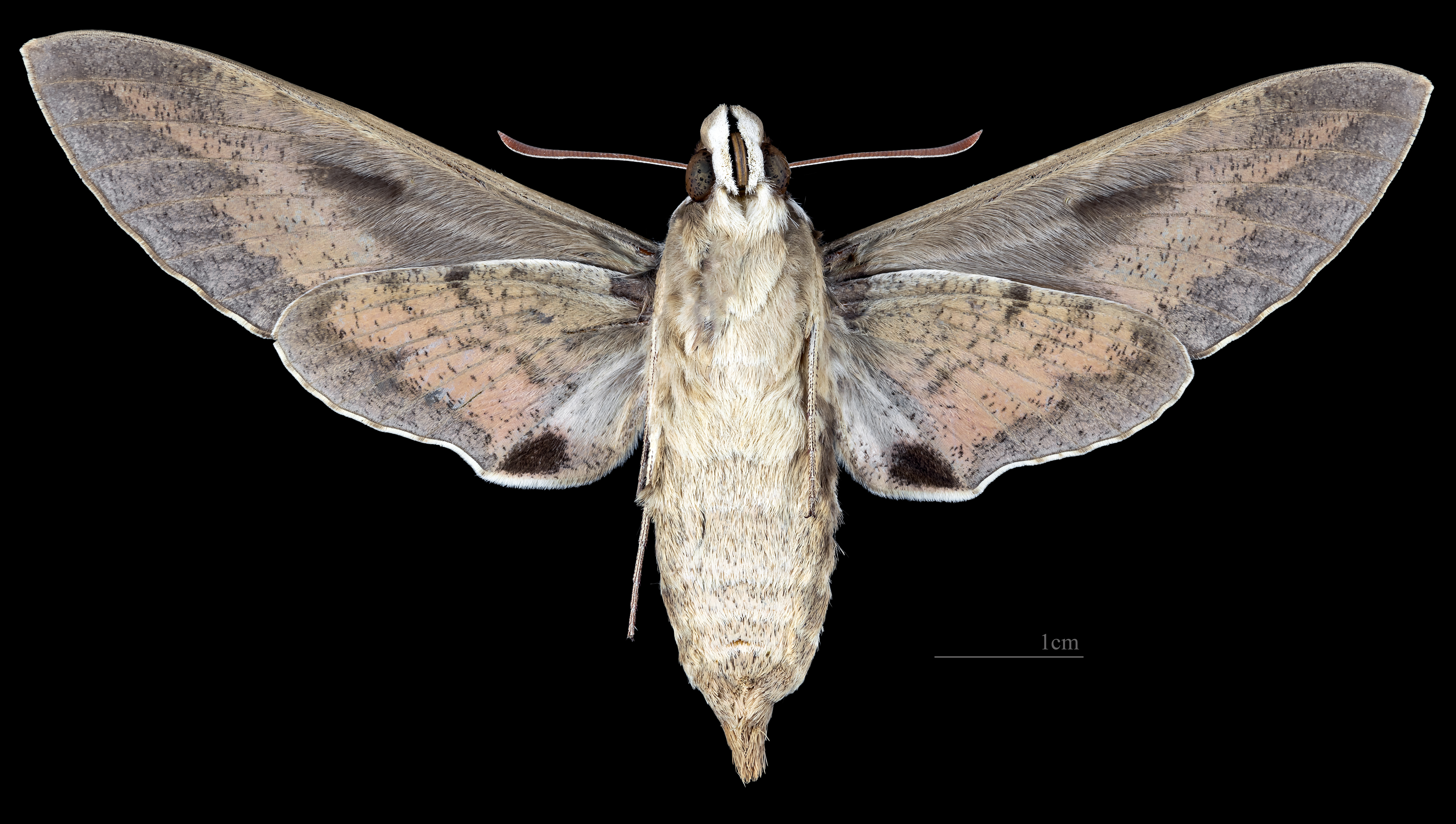
Hyles annei ♀ △